# Pagak
Pagak là một thị trấn ở quận Maban, bang Thượng Nin, Nam Sudan. Nó nằm rất gần biên giới phía đông với Ethiopia.

## Lịch sử
Cho đến năm 2017, Pagak là căn cứ của lực lượng nổi dậy SPLA-IO. Vào ngày 6 tháng 8 năm 2017, chính phủ Nam Sudan đã giành quyền kiểm soát nơi này. Hàng chục nghìn người đã phải di tản do cuộc tấn công.